# The Larry Sanders Show
The Larry Sanders Show är en amerikansk satirisk situationskomedi som producerades av Sony Pictures Television och sändes av HBO mellan 1992 och 1998.

## Handling
Den osäkre och paranoide programledaren Larry Sanders har en egen pratshow.

## Rollista i urval
- Garry Shandling – Larry Sanders
- Rip Torn – Artie
- Jeffrey Tambor - Hank Kingsley
- Penny Johnson Jerald - Beverly
- Wallace Langham - Phil
- Jeremy Piven -  Jerry (säsong 1–2)
- Janeane Garofalo -  Paula (säsong 1–5)
- Mary Lynn Rajskub -  Mary Lou (säsong 5–6)